# Люцьке сільське поселення (Балезінський район)
Лю́цьке сільське поселення — колишнє муніципальне утворення в складі Балезінського району Удмуртії, Росія. Адміністративний центр — село Люк.
Розформоване 30 травня 2021 року законом Удмуртської Республіки за 17 травня 2021 року № 49-РЗ через переформування муніципального району на муніципальний округ.
Населення — 869 осіб (2015; 885 в 2012, 910 в 2010).
До складу поселення входять такі населені пункти:
| Населений пункт           | Населення, осіб (2010) | Населення, осіб (2012) |
| ------------------------- | ---------------------- | ---------------------- |
| Велике Сазаново, присілок | 183                    | 183                    |
| Коршуново, присілок       | 135                    | 130                    |
| Люк, село                 | 480                    | 464                    |
| Мале Сазаново, присілок   | 50                     | 49                     |
| Юлдир, присілок           | 62                     | 59                     |

В поселенні діють середня школа та садочок (Люк), бібліотека (Люк), клуб (Люк), амбулаторія (Люк) та 2 фельдшерсько-акушерських пункти (Велике Сазоново, Коршуново). Серед підприємств працює ВАТ «БСІС».